# Ashdot Ya'akov Ihud
 (mai 2022).
Si vous disposez d'ouvrages ou d'articles de référence ou si vous connaissez des sites web de qualité traitant du thème abordé ici, merci de compléter l'article en donnant les références utiles à sa vérifiabilité et en les liant à la section « Notes et références ».
Ashdot Ya'akov Ihud est un kibboutz du nord est d'Israël.

## Histoire
Il est créé en 1953 par des membres du mouvement Akhdut HaAvoda. 